# Trichosteleum everettii
Trichosteleum everettii är en bladmossart som beskrevs av Hugh Neville Dixon 1935. Trichosteleum everettii ingår i släktet Trichosteleum och familjen Sematophyllaceae. Inga underarter finns listade i Catalogue of Life.